# بزرگراه میان‌ایالتی ۷۶ (شرق)
بزرگراه میان ایالتی ۷۶ (شرق) (به انگلیسی: Interstate-76، مخفف:I-76(E)) یکی از بزرگراه‌های میان ایالتی آمریکاست. که مسیر شرقی-غربی داشته و زیرمجموعه دارد.